# Collège de Narbonne (Paris)
Pour l’article homonyme, voir Collège de Narbonne (Toulouse).

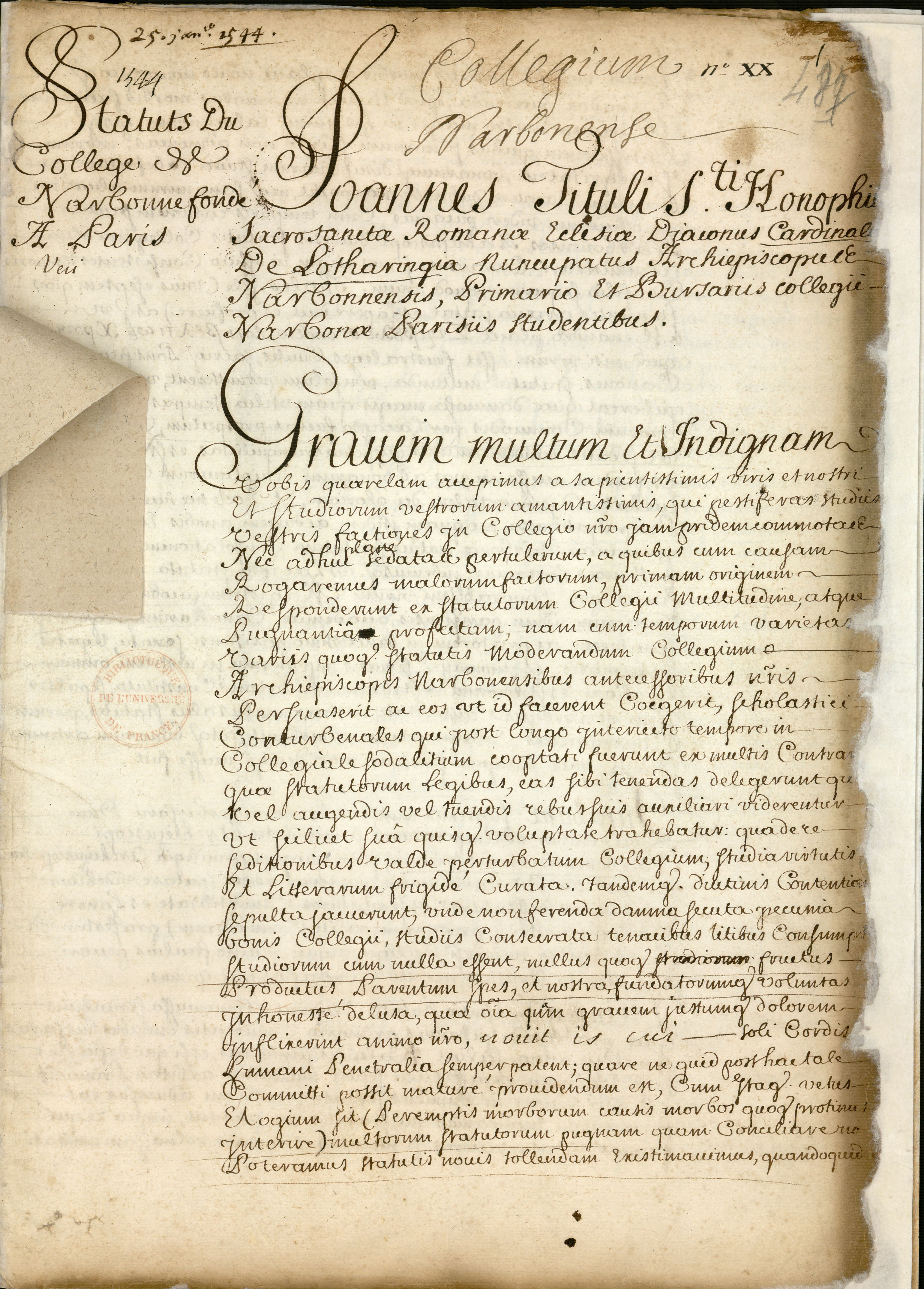
Fondation et statuts du collège de Narbonne. Manuscrit en latin (Bibliothèque de la Sorbonne, NuBIS)

Le collège de Narbonne était un collège de l'ancienne université de Paris.
Il fut fondé en 1317, rue de la Harpe, par Bernard de Farges, archevêque de Narbonne, pour accueillir neuf écoliers de son diocèse. Les revenus du prieuré de Notre-Dame de Marceille de Limoux lui furent attribués jusqu'au XVIIIe siècle.
Le futur pape Clément VI, Pierre Roger, y fit ses études et finança plus tard le collège. On y dénombrait seize boursiers en 1544. Il périclita ensuite : reconstruit en 1760 et acquis par l'université, il ne comptait plus qu'un boursier lorsqu'il fut rassemblé au collège Louis-le-Grand, en 1763.
Le musée Condé de Chantilly possède un ouvrage d'Olivier Maillard, La Confession, imprimé en 1481, A Paris, au collège de Narbonne. On ne connaît aucun autre livre qui serait sorti des presses de cette imprimerie.